# Begonia tawaensis
Espèce
Begonia tawaensis est une espèce de plantes de la famille des Begoniaceae.
Elle a été décrite en 1929 par Elmer Drew Merrill (1876-1956).